# 후 박사
후 박사 (Dr. Who)는 BBC의 장수 SF 드라마 《닥터 후》를 원작으로 만들어진 1960년대 영화판의 주인공으로, 원작에서 외계인 시간여행자로 등장하는 닥터를 인간으로 바꾼 등장인물이다.
배우는 피터 쿠싱이 맡았으며 《후 박사와 달렉》 (1965년), 《서기 2150년 달렉의 지구 침공》 (1966년)의 두 영화에 출연하였다. 당시 제작사였던 AARU 프로덕션은 제3편을 제작할 계획도 있었으나 제2편의 흥행 성적이 좋지 않아 무산되었다.
피터 쿠싱은 자서전에서 자신이 닥터후 영화에 출연했다는 언급은 따로 남기지는 않았지만 개봉 당시 신문기사의 스크랩은 보관해 두었다고 알려져 있다.

## 성격
원작 드라마의 주인공 '닥터'라는 주인공은 거칠고 잘난척하며 심술궂은 외계인이었던 것에 반해, 영화판에서 등장하는 '후 박사'는 인간 출신의 멍청한 괴짜 발명가로서 뒷마당에서 타디스라는 타임머신을 발명했다고 주장한다. 원작과는 달리 온화한 할아버지 같은 인물로, 천성적으로 호기심이 많고 때로는 멍하니 있지만 정의를 위해 싸우는 것을 두려워하지 않는 성격이다. 예리하면서도 다소 유치한 유머 감각, 강한 모험심, 상당한 뚝심과 도덕심을 가지고 있는 것으로 묘사된다.
원작 드라마에서 '닥터 후'는 일종의 가명으로 본인을 '닥터' (the Doctor)라고만 소개하는 것이 보통이지만, 영화판에서는 본인의 성을 '후 박사' (Dr. Who)라고 명확히 밝히고 있다.

## 동행자와 타디스
제1편 《후 박사와 달렉》에서 후 박사는 '수잔' (로버타 토비 분)과 '바바라' (제니 린든 분)라는 이름의 손녀가 있는 것으로 묘사된다. 여기에 바바라의 '새 남자친구'로서 덜떨어지고 웃긴 모습을 보이는 '이언 체스터턴' (로이 캐슬 분)이 함께 등장해 셋이서 시간 여행을 떠난다.
세 등장인물은 원작 TV 드라마에서도 등장하는데 모두 설정이 다르다. 수잔은 닥터의 손녀이지만 어린아이로 등장한 영화판과는 달리 10대 소녀의 성숙한 모습이며, 바바라와 이언은 각각 수잔의 역사, 과학 선생님이다. 이언의 성격 역시 보다 영웅적인 모습으로 그려지며, 바바라와의 관계는 연애하는 사이가 아니라 같은 학교의 동료 선생님에 불과하다. 
제2편 《서기 2150년 달렉의 지구 침공》에서는 수잔이 다시 출연하며, 후 박사의 조카인 루이즈 (질 커즌)과 런던 경찰 순경 톰 캠벨 (버나드 크리빈스)가 등장해 함께 다닌다.
한편 후 박사가 만든 타디스 (Tardis)는 드라마와는 달리 약칭이 아니라서 대문자로 표기되지 않으며, 그 외관이 영국의 폴리스 박스를 띄고 있다는 점은 동일하지만, 드라마와는 달리 영화 내에서 왜 이런 모습을 띄고 있는지에 관한 설명은 없다. 또 우주선의 내부가 외부보다 더 크다는 점을 제외하면 내부 모습도 다르다. 제1편에서는 복잡한 전선과 전자 장비로 가득 차 있고, 제2편에서는 버튼, 게이지, 조명으로 장식된 여러 개의 간단한 콘솔로 바뀌어 있는 모습으로, 깔끔한 하이테크풍의 원작 타디스 내부와는 차이가 있다.

## 다른 매체에서의 등장
후 박사는 두 편의 영화 외에도 다른 매체에서 등장한 적이 있다.

### 만화
후 박사를 주인공으로 한 만화가 3편이 연재되었다. 1966년 델 퍼블리케이션에서 나온 영화판의 만화판, 1996년과 2022년 닥터 후 매거진에서 연재된 <Daleks Versus the Martians>, <Dr. Who and the Mechonoids>가 그 작품이다.

### 소설
2000년 BBC 북스 시리즈 <Short Trips and Sidesteps>에 저스틴 리처드의 단편 소설 <The House on Oldark Moor>가 후 박사를 주인공으로 하고 있다. 2018년 스티븐 모펏의 소설 <The Day of the Doctor> (2018)에서도 언급된다. 여기서 10대 닥터와 11대 닥터는 달렉 영화의 팬으로서 피터 쿠싱의 친구라는 설정이 밝혀진다. 피터 쿠싱이 사망 후 제작된 영화에 출연하기 시작하면서 UNIT의 주목을 끌게 되었다는 이야기도 소개되고 있다.
옵버스 북스는 자선 단체를 지원하기 위해 피터 쿠싱의 후 박사를 주인공으로 한 비공식 소설 시리즈를 기획 출간하였다. 이 시리즈는 실존하는 두 영화의 소설화로 시작하여, BBC 닥터후의 시리얼을 원작으로 한 가상의 영화가 있다는 전제 하에 그것을 '소설화'했다는 설정으로 시리즈를 이어가고 있다. 여기에 방송되지 못한 라디오 드라마 파일럿판이 계속 이어졌다는 설정으로 가상의 라디오 드라마를 전제로 한 단편 소설 시리즈도 포함됐다. 이 책의 저자는 익명을 선호하므로 다양한 가명을 사용하고 있다.

### 라디오 드라마 (무산)
1960년대 후반에 이르러 피터 쿠싱이 후 박사로 출연하는 라디오 드라마 계획이 이뤄진 적이 있었다. 당시 스탠마크 프로덕션 (Stanmark Productions)과 워터밀 프로덕션 (Watermill Productions)의 공동제작으로 파일럿 에피소드가 녹음되었으며 이후로 총 52화가 제작될 예정이었다. '시간 속으로' (Journey into Time)라는 제목의 파일럿 에피소드는 후 박사와 손녀가 미국 독립혁명 당시로 시간여행한다는 줄거리가 담겼다. 각본은 훗날 드라마판의 작가로도 활동하게 되는 맬컴 헐크가 맡았다. 파일럿 에피소드 제작 이후 드라마 계획이 무산되고 녹음본도 유실되었으나, 대본 자체는 남아 있어 2019년 상술한 옵서버 북스가 소설화하였다.

## 관련 문헌
- John Walsh (2022)  Dr Who & the Daleks: The Official Story of the Films, Titan Books, isbn 978-1-80336-018-8.